# آن ماري لولر
آن ماري لولر (بالإنجليزية: Anne Mary Lawler)‏ (1908، فيلادلفيا في الولايات المتحدة - 1980)؛ شاعرة، كاتِبة وروائية أمريكية.